# Konstantin Kasznikow
Konstantin Wasiljewicz Kasznikow, ros. Константин Васильевич Кашников (ur. 20 lutego?/5 marca 1903 we wsi Kanawino w pobliżu Niżnego Nowogrodu, zm. 1959 w Moskwie) – szef Oddziału II Sztabu Generalnego WP od lutego do lipca 1951, radziecki generał major, oficer GRU.

## Życiorys
W Armii Czerwonej od 1921, od 1928 w WKP(b).
Od 1933 roku związany z Razwieduprem, od 1936 roku pełnił wiele kierowniczych funkcji w komórkach wywiadu wojskowego ZSRR. Od 1939 do 1940 był zastępcą Szefa 6 Sekcji Zarządu Wywiadowczego Sztabu Generalnego Armii Czerwonej, w 1940 zastępcą szefa Sekcji 7, a od 1941 zastępcą szefa Wywiadu Specjalnego Bałtyckiego Okręgu Wojskowego. W 1942 został zastępcą szefa Wywiadu Frontu Północno-Zachodniego, a w 1943 szefem Wywiadu tego Frontu.
20 grudnia 1943 był mianowany generałem majorem.
W listopadzie 1950 został oddelegowany do pełnienia funkcji Szefa Wywiadu Sztabu Generalnego Wojska Polskiego, został odwołany do ZSRR w 1955.
Pochowany w Moskwie na Cmentarzu Wwedenskim (Lefortowo).